# Cyperus amuricus
Cyperus amuricus är en halvgräsart som beskrevs av Carl Maximowicz. Cyperus amuricus ingår i släktet papyrusar, och familjen halvgräs. Inga underarter finns listade i Catalogue of Life.